# Vestire gli ignudi
Vestire gli ignudi è una commedia di Luigi Pirandello scritta tra l'aprile e il maggio del 1922. Fu rappresentata per la prima volta al Teatro Quirino di Roma il 14 novembre 1922 ad opera della Compagnia Maria Melato e Annibale Betrone.
Del 1954 è una riduzione cinematografica, Vestire gli ignudi, diretta da Marcello Pagliero.

## Trama
Il dramma è la storia di chi sentendosi nudo, di per sé giudicandosi insignificante, si riveste dei panni, fossero pure sporchi e laceri, che gli altri gli fanno indossare.
È la storia di Ersilia che sentendosi niente, per essere qualcosa, accetta di essere quella che gli altri hanno voluto che fosse.
Quando era governante in casa del console Grotti, a Smirne, Ersilia si era fidanzata con il tenente di vascello Franco Laspiga che in seguito la lascerà. Il console approfitterà del suo desolato stato d'animo per avere un rapporto sessuale con lei che non si accorgerà che la figlia del console, non più sorvegliata, sale su una sedia e precipita da una terrazza morendo. La madre della bambina scaccerà Ersilia che si ritrova in strada, ossessionata dal rimorso per la morte della bimba, e, quasi per accentuare il ribrezzo che ha di se stessa, si concede al primo passante e quindi decide d'avvelenarsi.
Ricoverata in ospedale, sicura di morire, vuole lasciare di sé un ricordo romantico meno disonorevole della realtà da lei vissuta e racconta di essersi avvelenata perché abbandonata dal suo fidanzato. La sua storia finisce su un giornale suscitando commozione e partecipazione del pubblico alla sua tragedia.
Anche il tenente di vascello, che sta per sposarsi, lascia la sua fidanzata, come ella stessa, commossa dalla storia della povera abbandonata, gli chiede, per offrirsi ad Ersilia, rimasta viva, per riparare il torto fattole. Il console stesso, da una parte smentisce quello che raccontano i giornali, ma nello stesso tempo vorrebbe riaverla come amante.
Laspiga scopre che la giovane è stata l'amante del console e ora l'accusa di essere una prostituta facendole perdere il compatimento di chi provava pietà per lei: ora tutti la giudicano una poco di buono, colpevole della morte di una bambina.
Nessuno più crede alla sua romantica storia ed anche Ersilia è stanca di condurre una vita secondo quello che gli altri pensano di lei.
Decide quindi di avvelenarsi una seconda volta per rimanere definitivamente nuda ma senza i vestiti di altri.
Dirà rivolgendosi al Laspiga e al console:

«Andate, andatelo a dire, tu a tua moglie, tu alla tua fidanzata, che questa morta - ecco qua - non s'è potuta vestire»

## Edizioni
- Luigi Pirandello, Maschere nude, a cura di Italo Borzi e Maria Argenziano, Newton Compton Editori, 2007